# Stam- en wapenboek van aanzienlijke Nederlandsche familiën
Het Stam- en Wapenboek van aanzienlijke Nederlandsche Familiën met genealogische en heraldische aanteekeningen is een driedelige serie, samengesteld door de genealoog A.A. Vorsterman van Oijen (1845-1912), uitgegeven door J.B. Wolters tussen 1885 en 1890, waarin de genealogieën van circa 600 Nederlandse geslachten in zijn opgenomen. Naast de uitgebreide genealogische uitwerkingen bevat het boek ook platen met bijbehorende familiewapens. Veel geslachten zijn later in de 20e eeuw opgenomen in de genealogische boekenreeks van het Nederland's Patriciaat. (Zie ook Lijst van geslachten in Nederland’s Patriciaat).

## Lijst van geslachten opgenomen in hetStam- en Wapenboek van Aanzienlijke Nederlandsche Familiënvan A.A. Vorsterman Van Oijen
Lijst van de geslachten die zijn opgenomen in het genealogische naslagwerk "A.A. Vorsterman Van Oijen Stam- en wapenboek van aanzienlijke Nederlandsche Familiën". Wanneer takken met dubbele namen tot één geslacht behoren zijn die takken bij de stamnaam opgenomen, gescheiden van elkaar door een schuine streep.

## A
• Van Der Aa/ Robidé Van Der Aa • Abbema • Abresch • Ackersdijck • Van Adrichem • Aebinga • Albarda • Van Alderwerelt • Alewijn • Van Alphen • Alstorphius/ Grevelink Alstorphius/ Alstorphius Van Hemert • Alvarez † • Ameshoff • Anemaet • Andreae/ Beucker Andreae/ Botnia Andreae/ Fockema Andreae/ Nauta Andreae • Arnoldts • Arntzenius • Van Asselt •

## B
• Backer/ Huygens Backer/ Backer Van Leuven • Backx (Bakx) •  Badon Ghijben • Baelde • Van Baerle • Bake/ De Menthon Bake/ Van Den Wall Bake • Van Bakkenes • Ballot/ Buys Ballot • Balfour • Van Barneveld • De Bas/ Surmont De Bas • Batenburg/ Van Basten Batenburg • Bax • Beckeringh • Beekman •  Van Beeftingh • Den Beer Portugaal • Ten Berge • Van Den Berg/ Van Den Berg Van Saparoea • Van Den Bergh/ Benthem Van Den Bergh/ Blaauw Sonnevelt Van Den Bergh/ Helvetius Van Den Bergh/ Langlois Van Den Bergh • Van Berckel • Bergsma • Bert/ Schrassert Bert • Besier In de Betou • Van Beuningen/ Van Beuningen Van Helsdingen • De Beveren • Van Beilanus • De Beyer •  Bichon/ Visch Bichon/ Bichon Van IJsselmonde • Bicker Caarten • Binkes • Binkhorst • Bisdom/ Bopp Bisdom/ Braet Bisdom/ Van Lakerveld Bisdom/ Reynders Bisdom/ Wijckerheld Bisdom • Blaauw • Blankert • De Blau • Van Bleyswijk/ Rits Van Bleyswijk/ De Wilt van Bleyswijk • Van De Blocquery †• Van Blommestein/ Andringa Van Blommestein/ Canzius Van Blommestein/ Van De Graaff Van Blommestein/ Tiba Van Blommestein • Van Blijdenstein /Stoppelaar Blijdenstein • Boele • Van Boelens • Boellaard • Boesses†• Boogaard • Bonsdam •  Boogaert Van Beloys/ Boogaert Van Alblasserdam • Boon/ Boon Van Ostade • Boot • De Bordes • Borret • Bosscha • Van Bosse • Bouricius • Bouvij • Van Braam/ Houckgeest Van Braam • Brand (Brandt)/ Brandt Rietveld/ Van Someren Brand • Van Den Brandeler • Brants • Brantsma • De Brauw/ Muys De Brauw/ Ten Oever De Brauw/ Stavenisse De Brauw • Breda • Bredius/ Klinkhamer Bredius • Van Den Broeck • Le Bron De Vexela • Brouerius Van Nider • Brousson/ Clockener Brousson • Brouwer/ Koumans Brouwer/ Van Limburg Brouwer/ Van Meeteren Brouwer) • Browne/ Ives Browne • Brunet/ Brunet De Rochebrunne • Bruyn (Bruijn) / Van Der Horst Bruijn/ Van Mollem Bruyn/ Van Oosterwijk Bruyn • De Bruyn • Bruyningh • Budde/ Cost Budde • Buddingh • Buma/ Van Haersma Buma/ Hopperus Buma/ Hora Buma/ Minnema Buma • Buteux • Buys • Bijleveld (Byleveld)/ Van Eyck Byleveld •

## C
• Calkoen/ Van Beeck Calkoen •  Callenfels/ Van der Beke Callenfels/ Van Stein Callenfels • Cambier/ Cambier Van Warmvliet • Camp • Del Campo • Van Campen • Carbasius •  Carp • Van Casteel • Del Castro • Cats/ Manger Cats • Van Cattenburgh/ Casteren Van Cattenburgh • Van Campen/ Duvelaer Van Campen • Cau • De Ceva • Chabot/ Taudin Chabot • Van Charante/ Boss Van Charante/ Moll Van Charante • Clant/ Clant Bindervoet/ Clant Van Der Mijll/ Van Rijneveld Clant/ Schatter Clant • Clarion • Clement/ Van Der Poest Clement • De Clerqc • Cleveringa • Clignett • De Cock Van Delwijnen (De Cocq/ De Cocq Van Delwijnen) • Coenegracht • Coerman • De Coningh/ Van Assendelft De Coningh • Da Costa • Del Court • Coymans • Van der Crab • Cramer/ Putman Cramer • De Crane • Cremers/ Canter Cremers/ Hooftman Canter Cremers • Criellaert • Crommelin/ Van Wickevoort Crommelin • Croockewit • Cruts • Cruys •

## D
• Van Dam/ Van Dam Van Isselt • Van Daverveld † • Van Deinse • Delprat • Dibbits • Dierkens • Van Dishoeck • Dijserinck/ Dekker Dijserinck/ Kleiweg Dijserinck • Dolk • Donker Curtius • Van Doorn/  Balbian Van Doorn • Doornik • Van Doorninck • Douglas • Dozy (Dozij)/ Van Klinkenberg Dozy/ Poorte Dozy/ Schultens Dozy/ Thomsen Dozy) • Drabbe/ Feith Drabbe/ Hartman Drabbe/ Tollius Drabbe/ Vriemoet Drabbe •  Dutry/ Deyman Dutry/ Van Haeften Dutry/ Du Trieu Dutry • Dijckmeester • Dyserinck •

## E
• Van Eeghen • Van Eck • Elias/ Faas Elias/ De Ruyter Elias/ Witsen Elias • Egter/ Verkat Egter • Emants • Emmen/ Bertling Emmen/ Tjaden Emmen • Engelberts • Enschedé • Ermerins • Van Everdingen • Everts • Everwijn • Van Ewijck • Exalto d’Almaras • Eyck/ Burman Eyck • Van Eyck/ De Wolf Van Eyck •

## F
• Fabius • De La Faille • Van Der Feen • Feith • Ferf/ Eldering Ferf/ Nieubuur Ferf • De Flines • Le Fevre De Montigny • Fock/ Brucken Fock • Fockema • Fokker • Fontein/ Van Dalsen Fontein/ De Jong Fontein/ Matak Fontein/ Fontein Van Reidsema/ Verschuir Fontein • De Fremery • Frieswijk •

## G
• Van Galen • Ganderheyden/ Mauritsz Ganderheyden • Gasinjet/ Brouwer Gasinjet/ Crap Gasinjet • De Gavere • Gaymans • Gelderman • Van Gennep • Gerlach • Gerlings/ Jager Gerlings/ Gerlings De Pauw • Geselschap • Van Ghesel • Gildemeester/ Brunings Gildemeester/ Gheel Gildemeester • Gobius/ Gabius Du Sart • Van Goens • De Graaf • Van de Graaff • De Graef Van Polsbroek • Glaswinckel • Gratama • De Greve • Greven • Van Griethuysen • Von Groin • Grothe • Guyot •

## H
• De Haan/ Bierens De Haan • Van Der Haer •  De Haes • Van Halmael • Van Hamel/ Ardesch Van Hamel • Van Harencarspel/ Breedt Van Harencarspel/ Scheers Van Harencarspel • Van Harpen/ Van Harpen Kuyper • Hartevelt • Hartogh/ Heijst Hartogh • Hartsinck/ Marselis Hartsinck • Hasselaer/  Hooft Hasselaer/ Sautijn Hasselaer • Van Hasselt/ Copes Van Hasselt • Havelaar • Heeren • Heldewier • Van Heloma • Von Hemert • Van Hengst/ Berger Van Hengst • Hennequin • Herklots/ Vos Herklots • Heshuysen • Hesselink/ Keppel Hesselink • Van Heukelom/ Stegenbeek Van Heukelom • Van Heurn • Van Den Heuvel/ Van Der Hagen Van Den Heuvel/ Rijnders Van Den Heuvel/ Bartolotti Rijnders Van Den Heuvel • Van Heijningen/ Hoorens Van Heijningen/ Verbrugge Van Heyningen • Van Heyst (Heijst)/ Van Buuren Van Heyst/ Graevestijn Van Heyst/ Van Den Ham Van Heyst/ De Vries Van Heyst • Hinlopen (Hinloopen) • Van Hoboken/ Appelius Van Hoboken • Hodenpijl/ Gijsberti Hodenpijl • Hoffman Van Hove • Hogerwaard/ De Lille Hogerwaard • Holle/ Du Rij Van Beest Holle • Holtzman • Homan/ Ten Berge Homan/ Linthorst Homan • Hondius/ Puppius Hondius/ Vogelzang Hondius • Hoog • Hoogeveen • Van Hoogstraten • Van der Hoop/ Theussink Van Der Hoop/ Thomassen A Theussink Van Der Hoop/ De Wit Van Der Hoop • Van der Hoop • Van Hoorn • Hordijk • Houck • Houth/ Larcher Houth • Hoyer/ Hoyer Van Brakel • Hoynck Van Papendrecht/ Chalmers Hoynck Van Papendrecht • Hoytema (Van) • Huber/ Berghuys Huber/ De Hertoghe Huber/ Wielinga Huber • Hubert • Hubrecht/ Van Lanschot Hubrecht • Hugenholtz/ De Haan Hugenholtz • Huguenin Hulsebosch/ Van Ledden Hulsebosch • Hustinx • Hüschler • Huygens • Huijsinga/ Huysinga Van Vliet •

## I
•  Van Idsinga • Immink • Insinger

## J
•  Jamin/ De Groot Jamin • Jonas • De Joncheere • Jonckheer • De Jongh/ Josselin De Jongh/ Munniks De Jongh • Jordens •

## K
• Van De Kastele • Ten Kate (Ten Cate) / Hoedemaker Ten Cate/ Udink Ten Kate • De Kempenaer/ van Andringa de Kempenaer • Van Kerkwijk • Ketjen/ Willink Ketjen • Keuchenius • Kikkert/ Bikman Kikkert) • Kip/ Van Erp Taalman Kip • Kloppert • Kluit • Kluppel • Kneppelhout • Koenen • Kolff/ Van Breda Kolff/ Van Oosterwijk Kolff/ Van Santen Kolff • Koolhaas (Coolhaas)/ Pous Koolhaas • Koopmans/ Broes Koopmans/ Cnoop Koopmans/ Van Swinden Koopmans • Kooy/ Van Barneveld Kooy/ Hayens Kooy/ Van Marwijk Kooy/ Van Sommeren Kooy • Van der Kop/ Croiset Van Der Kop • Kronenberg • Kruseman/ Polman Kruseman • Van Kuffeler/ De Blocq Van Kuffeler/ Van Der Meer Van Kuffeler • Ter Kuijle • Van Kuik  • Van der Kun • Kymmell/ Van Der Hoya Kymmell/ Oldenhuis Kymmell/ Wilmsonn Kymmell •

## L
• Labouchere • Ladentius • Toe Laer • De Lange/ Ten Houte De Lange/ Stuylingh De Lange • Lantsheer • Van Lawick • Ledeboer • Leembruggen • Van Leeuwen • Van Lelyveld • Van Lennep/ Leeuw Van Lennep/ De Neufville Van Lennep/ Roeters Van Lennep/ Sylvius Van Lennep • Lenshoek • Van Lidth De Jeude • Van Lilaar • Van Lockhorst/ Trouillart Van Lockhorst • Loder • Loeff • Van Loon/ Potter Van Loon • Lorié • Luden/ De Bie Luden • Lüps • Luyken •

## M
• Magnée • De Man/ Nolthenius De Man • Van Der Mandele • Van Der Mandere • Van Mansvelt • Marcus/ Seba Marcus • Van Der Mark (Van Der Marck) • Van Marken • Van Marle/ Perisonius Van Marle • Mathon • Matthes/ Van Lankeren Matthes • Mauritz • Van der Meer/ Van Der Meer De Walcheren • Mees/ Alting Mees/ Dorhout Mees/ Themen Mees • De Meester • Meesters/ Tromp Meesters • Merens/ Gallis Merens • Van Der Mersch • Mesdag/ Cnoop Van Mesdag/ Roos Van Mesdag • Messchaert (Messchert)/ Huizinga Messchert/ Van Ingen Messchert/ De Normandie Messchert • Metelerkamp • Ter Meulen • Van Der Meulen/ Knokke Van Der Meulen/ Moerkercken Van Der Meulen • Meurs • Van Meurs/ Van Meurs Van Der Schatte/ Werdenier Van Meurs • Meyners • Van Der Mieden • Van Mierop/ Schenkenberg Van Mierop • Mirandolle • Mispelblom Beyer Mispelblom • Modderman • Moens/ Bernelot Moens/ Isebree Moens • De Mol • Molengraaff • Moliere/ Damalvy Moliere • Moltzer • De Monchy • Mosselmans • Van Mourik • Van Der Muelen • Mulier/ Haitsma Mulier • Musquetier (Musketier)/ Vergunst Musketier •

## N
• Nagtglas/ Versteeg Nagtglas • Nepveu • De Nerée (Von Nerée) • De Neufville/ Von Neufville/ Malapert Von Neufville • Nepveu/ Roosmale Nepveu • Nobel • Nolet/ Nolet Brauwere Van Steeland • Nolthenius/ Tutein Nolthenius • Van Nooten/ Cambier Van Nooten/ Hoola Van Nooten/ Sandt Van Nooten • Van Notten • Van Nouhuys/ Van Nouhuijs/ Losecaat Van Nouhuys •

## O
• Obreen/ Van Der Speck Obreen • Ockerse (Ockersse)/ Butler Ockerse • Offerhaus • Van Ommeren • Onderwater/ De Court Onderwater • Oneides • Van Oordt/ Bleuland Van Oordt/ Changuion Van Oordt/ Van Der Houven Van Oordt • Van Oosterzee/ Knokkers Van Oosterzee • Oosting/ Bieruma Oosting • Van Der Oudermeulens • Ouwens/ Daey Ouwens • Van Oyen/ Cock Van Oyen/ Van Oyen Zu Fürstenstein/ Vorsterman Van Oyen •

## P
• Paets • Pahuid De Mortanges • Parvé/ Van Bleyswijk Parvé/ Steyn Parvé/ Unia Steyn Parvé • Patijn/ Clotterbooke Patijn • Persijn • Pfeiffer • Pfister De Wetstein • Phaff • Piccardt/ Soetbrood Piccardt • Pické • Piek • Pierson/ Gregory Pierson • Pimentel/ Henriquez Pimentel • De Pinto • Piper • Pit • De Plönnies • Van der Poel • Polvliet/ Nederdijk Polvliet • Pompe • Pont/ Maclaine Pont • Van Pook/ Van Pook Van Baggen • Portielje • Van Der Pot • Potter • Prince • Prins •

## Q
• De Quay • Queysen •

## R
• De Raad (De Raadt/ De Raedt/ De Raet) • Ragay • Rahusen • Ramaer • Rambonnet • De Ranitz • Ras • Raven/ Hattinga Raven • Van Ravesteyn • Reepmaker/ Belle Van Reepmaker • Reitz/ Bosch Reitz • Reiger • Reigersmann • Reitz • Reynvaan/ Verschure Reynvaan • Rieber • Van Riemsdijk • Rijcken/ Pels Rijcken • Rittershausen • Roberti • Rochussen • Rodenburgh/ De Jongh Van Rodenburgh/ De Jong Van Zijll Rodenburgh • Roelants • Roessingh/ Udink Roessingh • De Roever • Römer • Von Römer • Romswinckel • De Roo • Roodenburg • Van Rossem • Rouffaer • Van Royen •  Ruys • Van Rijckevorsel • Rijnbende • Rijpperda •

## S
• Sander/ Duyckinck Sander • Van Sandick • Sasse • Sassen • Schade/ Schade Van Westrum • Schadee • Van der Schalk • Schas • Scheltema/ Adama van Scheltema/ Beduin Scheltema • Scheers • Scheidius • Scheltema • De Schepper/ IJssel De Schepper • Van Schevichaven • Schneiders Van Greyffenswert • Scholten • Schuller • Sels/ Van Löben Sels • Servatius • Sichterman • Sieuwertsz/ Sieuwertsz Van Reesema • Simon • De Sitter • Sluyterman • Smissaert • Smits • Snethlage • Snijder • Van Son • De Sonnaville • Van Sonsbeeck • Van Sorgen • Spiering • Sprenger • Van Den Steen/ Van Den Steen Van Ommeren • Van Stolk • Stoop • De Stoppelaar • Van Strijen • Stuwe • Suermondt • Swaan • Swaving • Swellengrebel •

## T
• Tenckink • Tetrode • Thesingh/ Geraerds Thesingh • Titsingh • Van Tomputte • Tonckens/ Lunsignh Tonckens/ Oldenhuis Tonckens • Tra Kranen/ Van Taack Tra Kranen • Trip • Tuinhout/ Fontein Tuinhout • Tulleken • Van Der Tuuk • Twiss • Tydeman •

## U
• Van Uchelen/ Croiset Van Uchelen • Uhlenbeck • Uitterdijk/ Nanninga Uitterdijk • Uyttenboogaart • Umbgrove • Van Der Upwich •

## V
• Vader/ Saaymans Vader/ Van Voorst Vader • Vaillant • Van Valkenburg • Veeckens/ Van Heemskerck Veeckens/ Zegers Veeckens • De Veer • Verbrugge/ Van Oostendorp Verbrugge • Ver Huell • Verloren/ De Monte Verloren Van Themaat • Vermeer/ Losecaat Vermeer • Vermeulen • Verploegh/ Chassé Verploegh/ Verploegh Van Hellouw • Verschoor • Versfelt • De Vicq/ Van Bredehoff De Vicq • Viruly/ Van Castrop Viruly • Vis • Van Visvliet • Voet • De Vogel • Van Vollenhoven/ Messchert Van Vollenhoven/ Van Meurs Van Vollenhoven/ Van Der Poorten Van Vollenhoven/ Sneller Van Vollenhoven/ Van Der Wallen Van Vollenhoven • Voorhoeve • Vos • Vreede • De Vries/ De Vries Van Doesburgh • Vriesendorp •

## W
• De Wael/ Vos De Wael • Van Wageningen • Van Walcheren • Van De Wall • Waller • Van Walré/ Van Walré De Bordes • Van Walree • Walter • Warnsinck • Van Waterschoot Van Der Gracht • Weerts • Wellenbergh • Wentholt/ Ten Behm Wentholt • Von Werdmüller/ Elgg Von Werdmüller • Westerouen Van Meeteren • Wicherlink • Wichers/ Van Buttinga Wichers/ Eyssonius Wichers • Wielandt/ Prins Wielandt • Wieling • Wierdsma/ Wichers Wierdsma • Wierts/ Coehoorn Van Wierts • Wiggers van Kerchem • Wilbrenninck • Wildervanck • Van Willigen/ Kleyn Van Willigen • Wiselius • Witteveen • Wolterbeek/ Muller Wolterbeek • Wurfbain • Wijchgel/Wychgel • Wijnaendts •

## Y
• Ypeij • Van IJsselsteyn •

## Z
• Van Zijll •